# Nationaal Park Drawa
Nationaal Park Drawa (Pools:  Drawieński  Park Narodowy) is een nationaal park in het noordwesten van Polen, op de grens tussen de woiwodschap Groot-Polen, de woiwodschap Lubusz en de woiwodschap West-Pommeren. Het park werd opgericht in 1990 en is 113,42 vierkante kilometer groot. Het landschap bestaat uit bossen (eik), valleien, vlaktes en de oevers van de Drawa en Plocziczna. De oudste bossen worden beschermd in het strikte natuurreservaat Radecin. 40% van het nationaal park bestaat uit bomen die ouder zijn dan 80 jaar. In het park leven 129 vogelsoorten, 40 soorten zoogdieren, 7 reptielensoorten, 13 soorten amfibieën en heel wat vissoorten.